# Église Notre-Dame de Villeréal
Pour les articles homonymes, voir Église Notre-Dame.
L'église Notre-Dame est située à Villeréal, dans le département de Lot-et-Garonne, en France.

## Historique
L'église Notre-Dame a été construite en même temps que la bastide fondée en 1264 par Alphonse de Poitiers, comte de Toulouse par son mariage avec Jeanne, fille de Raymond VII de Toulouse. Pays des bois, Alphonse de Poitiers a créé une série de bastides - Monflanquin (1256), Castillonnès (1259), Eymet (1270) - pour coloniser ce pays face aux possessions du duc d'Aquitaine, roi d'Angleterre.
Par le traité d'Amiens confirmant le traité de Paris de 1259, l'Agenais devient une possession du roi d'Angleterre, duc d'Aquitaine, en 1279.
L'église a été construite dans le style gothique méridional à nef unique et contreforts. Elle répondait à deux fonctions : église catholique et refuge de la population en cas de guerre. Elle communiquait avec le fort, siège du bailli. Elle était entouré d'un fossé et on ne pouvait y accéder que par un pont-levis.
L'église a été pillée par les protestants le 25 octobre 1572. Le fort a été détruit en 1794.
L'église est restaurée en 1881. La voûte actuelle est construite, les murs sont rehaussés de quatre mètres et le sol devenu irrégulier est recouvert d'un carrelage. On a ajouté une tribune et les fenêtres sont munies de vitraux représentant des scènes bibliques et de la vie de la Vierge.
L'église Notre-Dame a été classée au titre des monuments historiques en 1927.

## Description

### Galerie

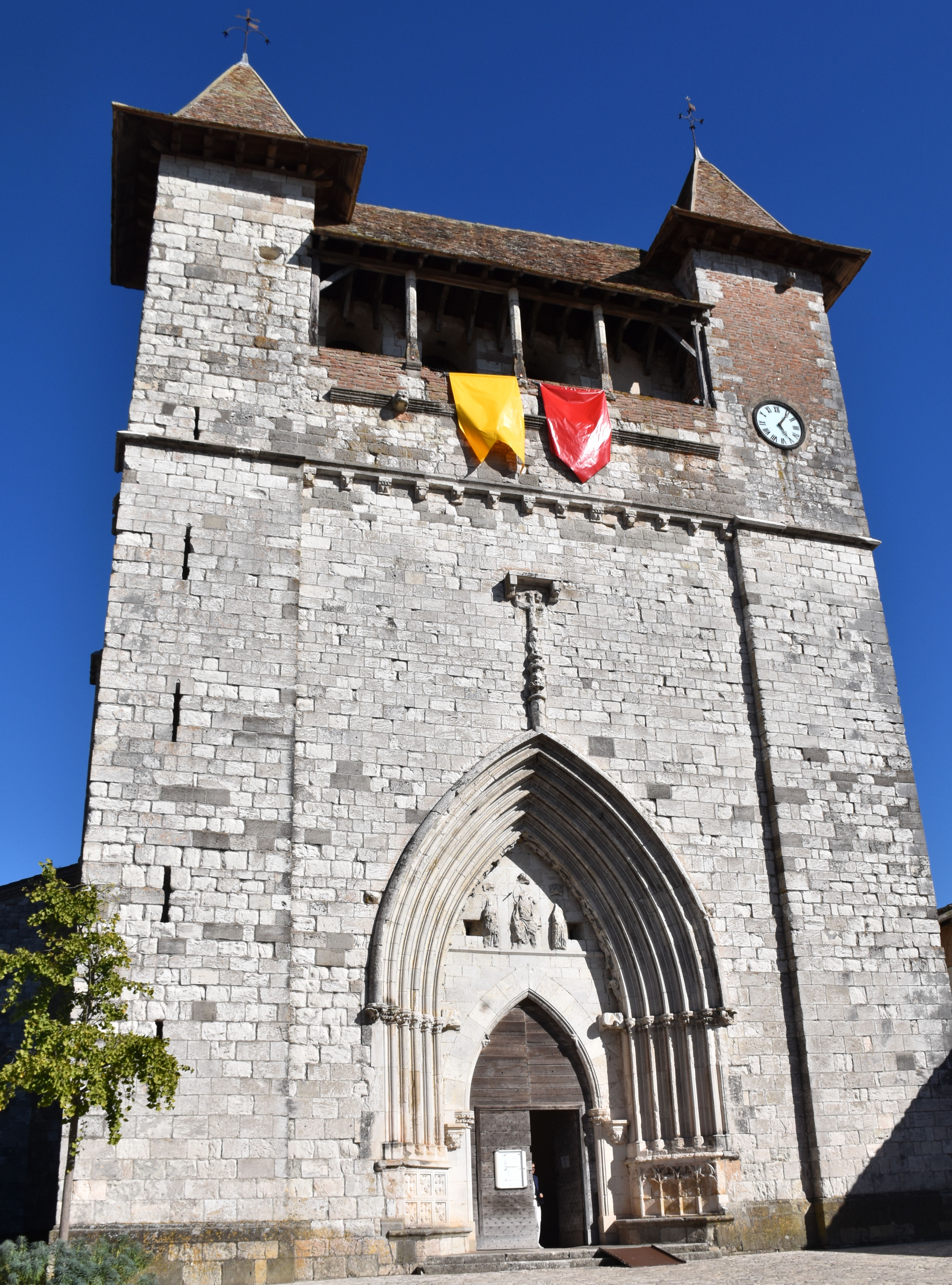
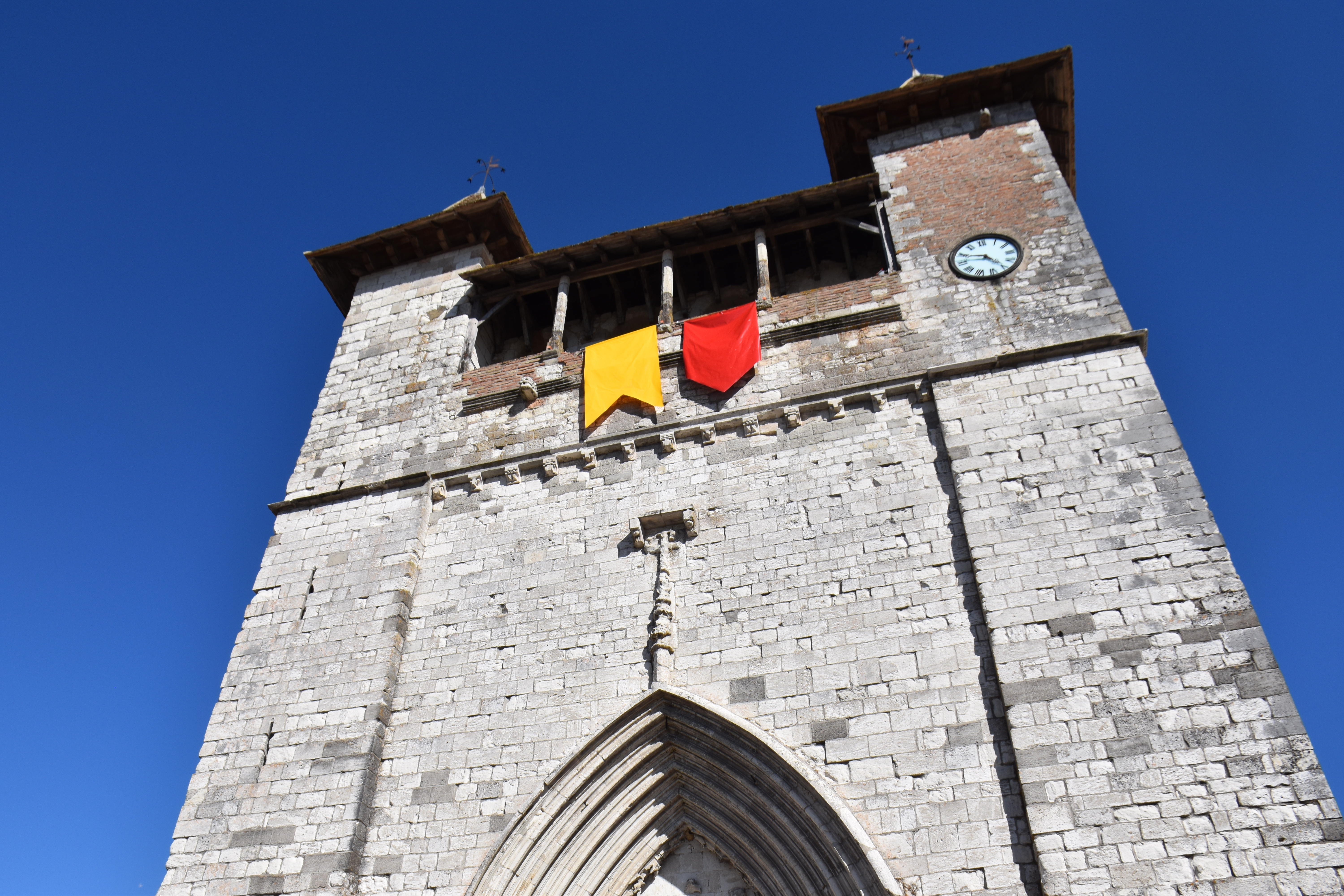
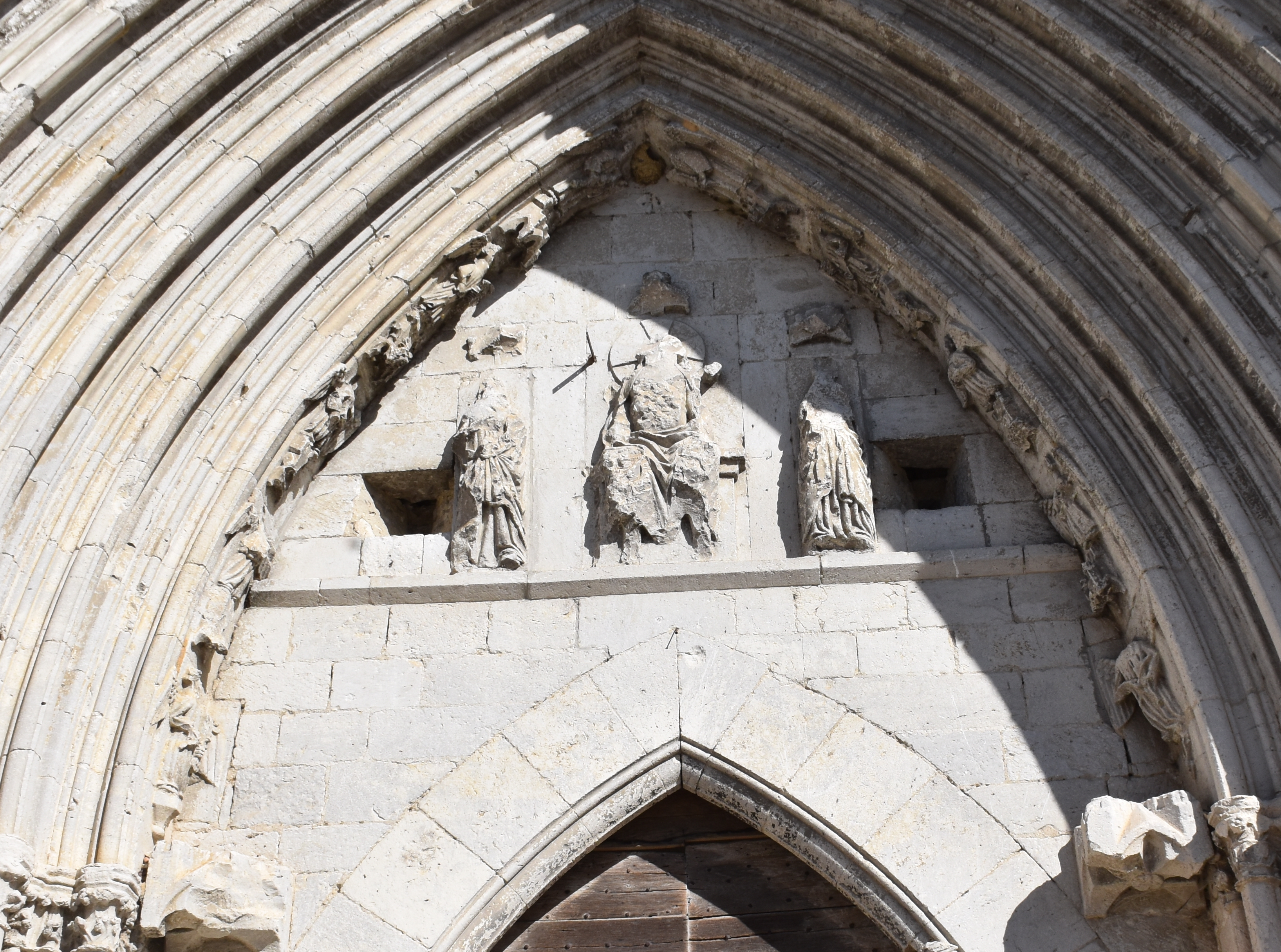
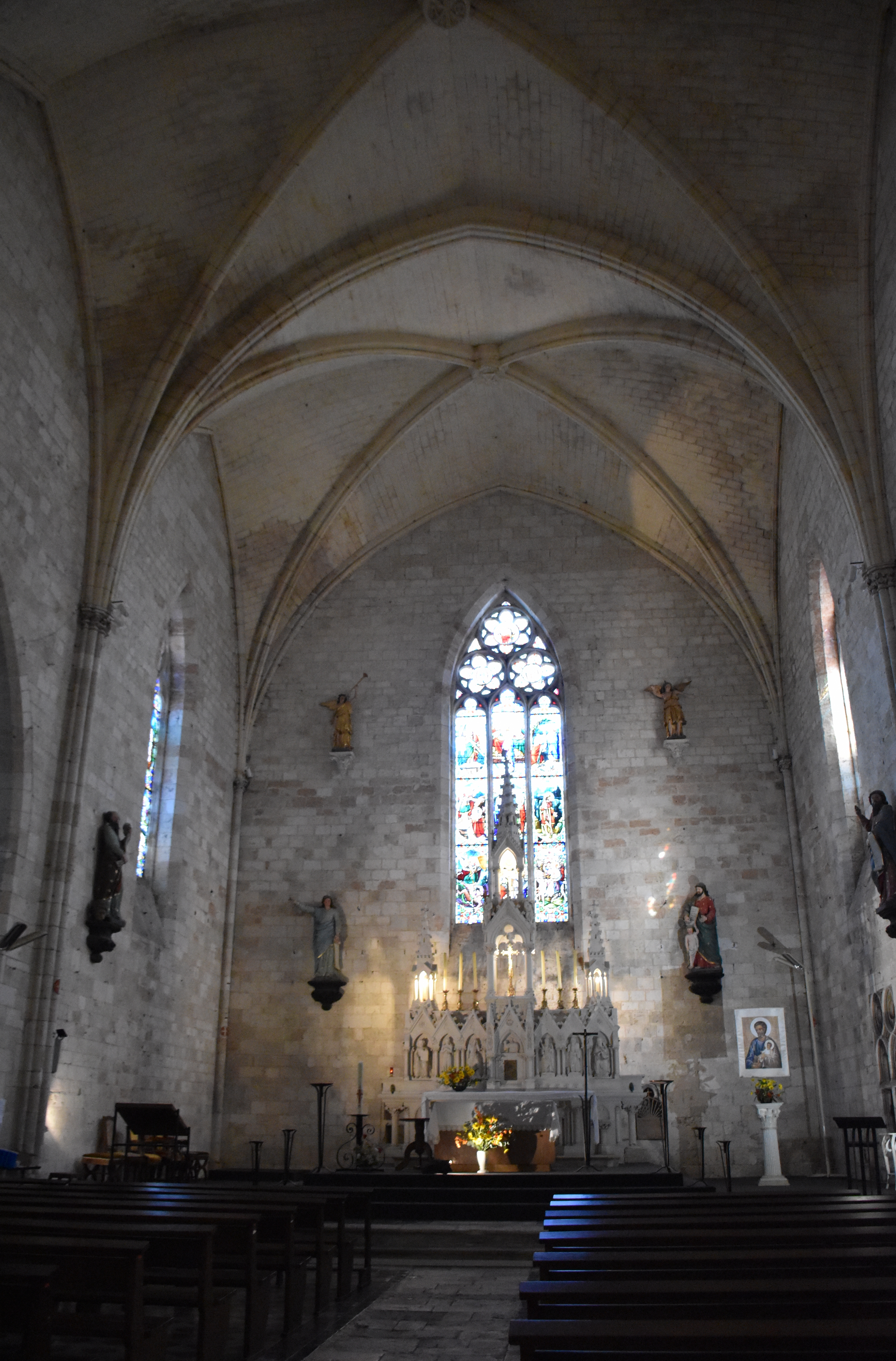
La nef.
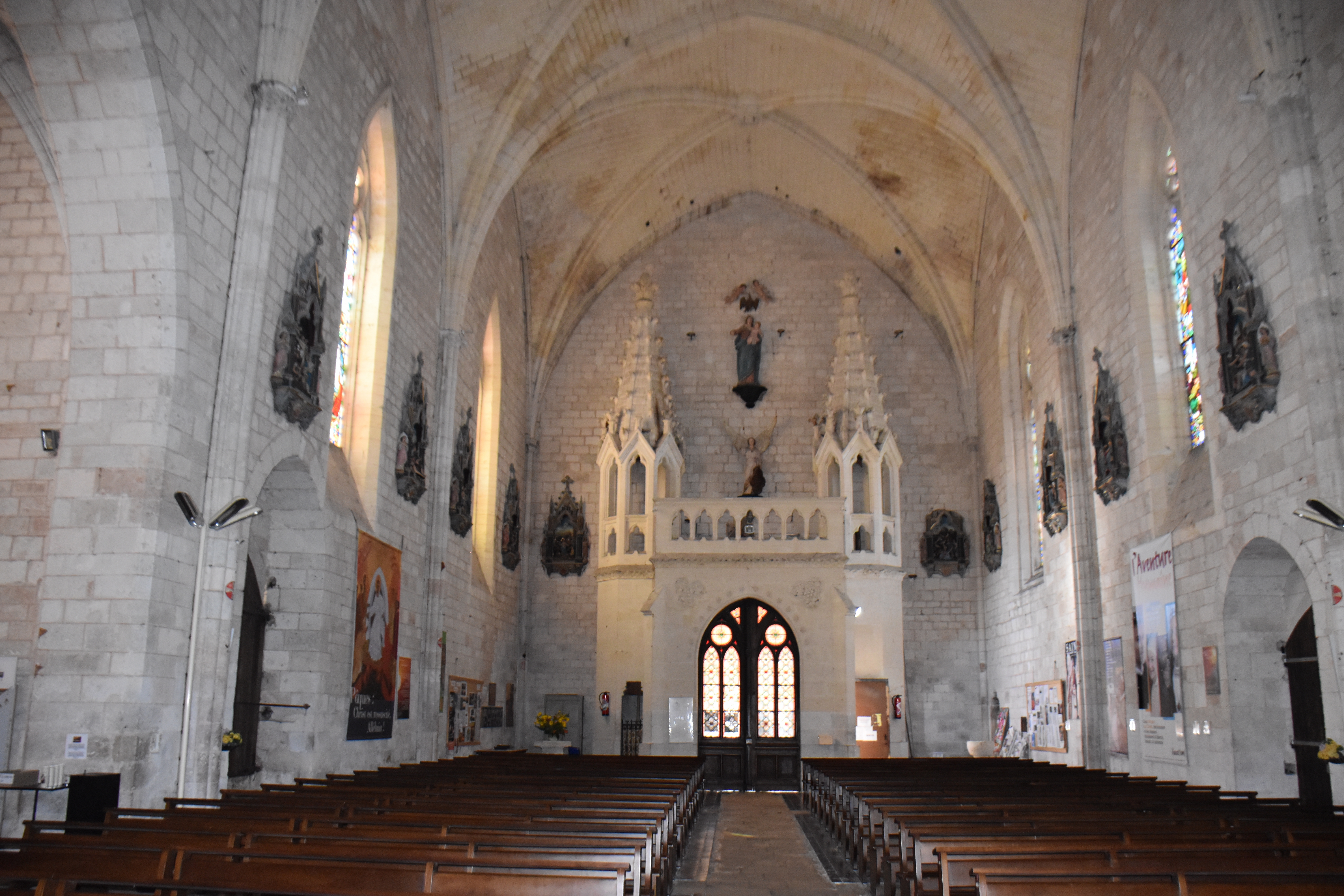
La nef côté porche
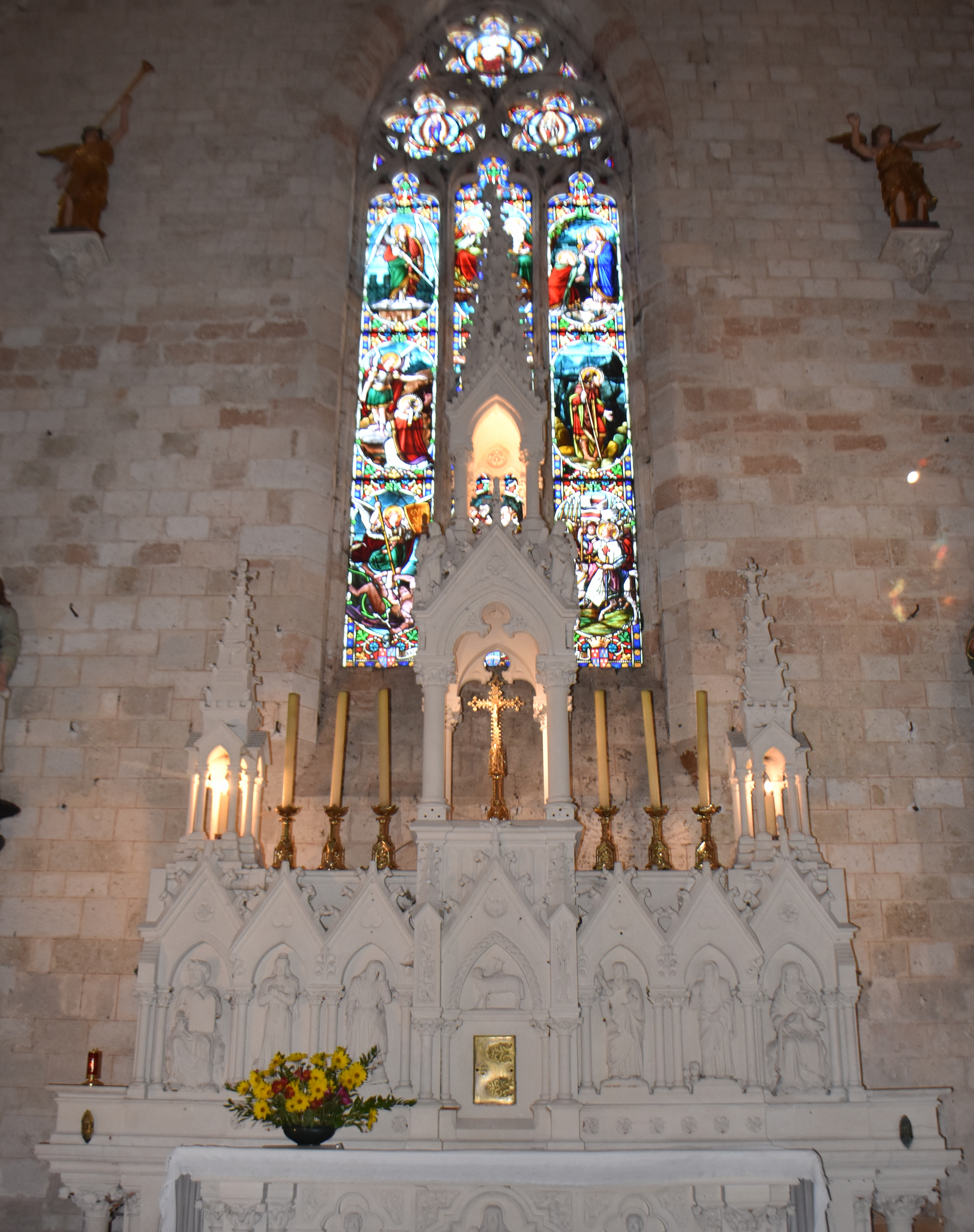
Le maître-autel .
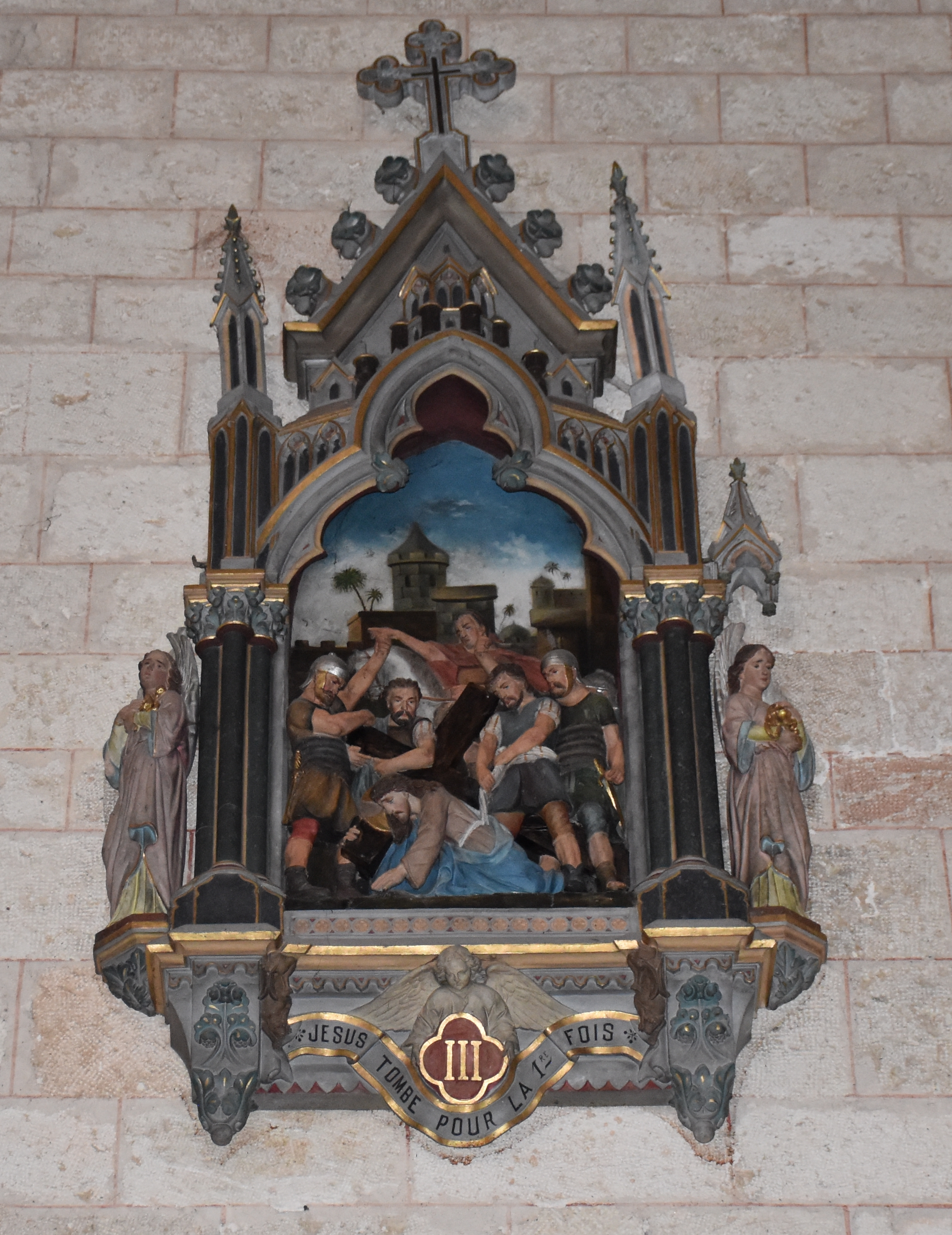
Chemin de croix -  3è station.

## Vitraux
Les vitraux ont été posés après la restauration de l'église commencée en 1881. Ils sont signés d'Henri Feur, maître verrier à Bordeaux, père de Marcel Feur.

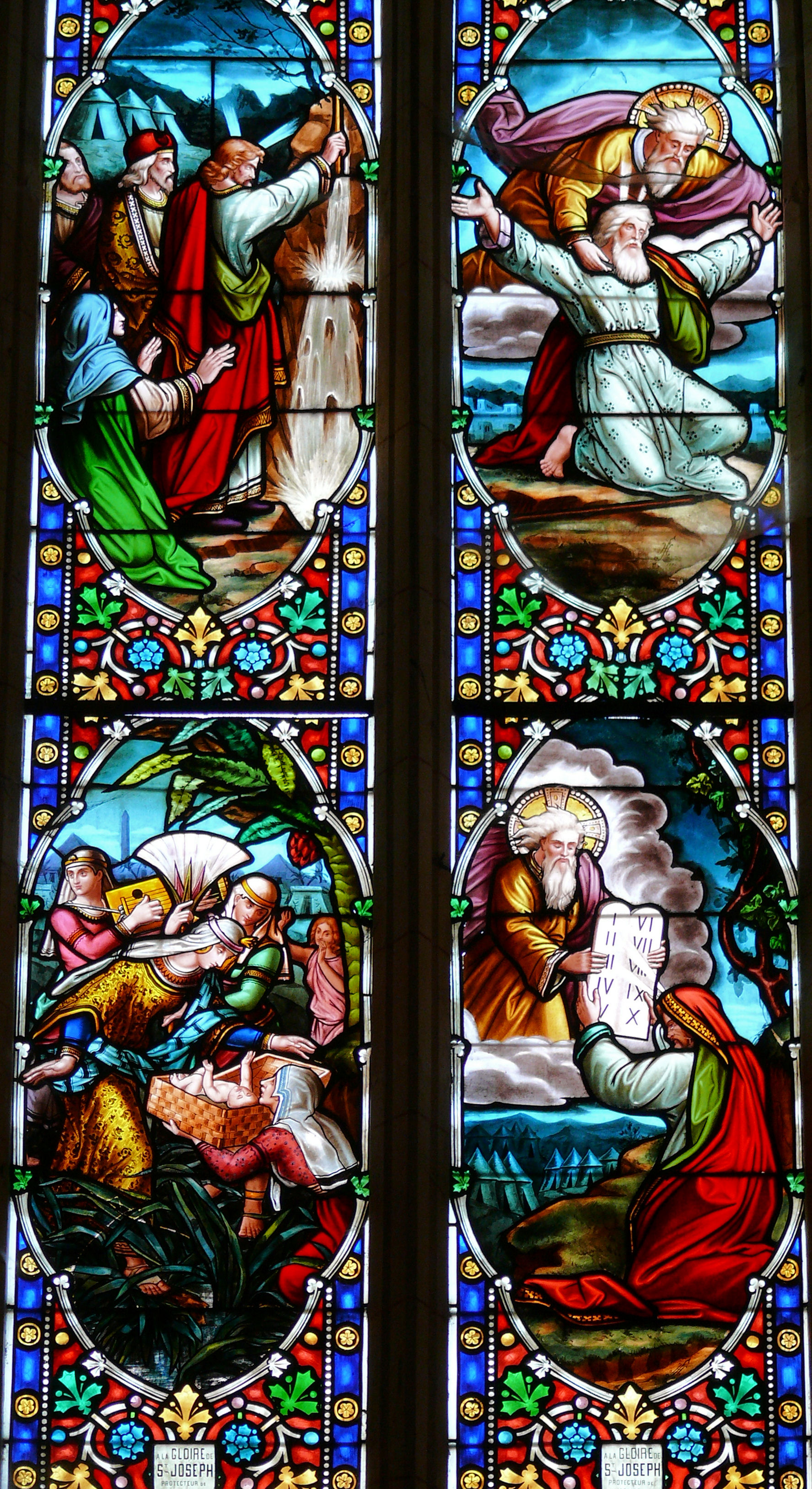
Histoire de Moïse
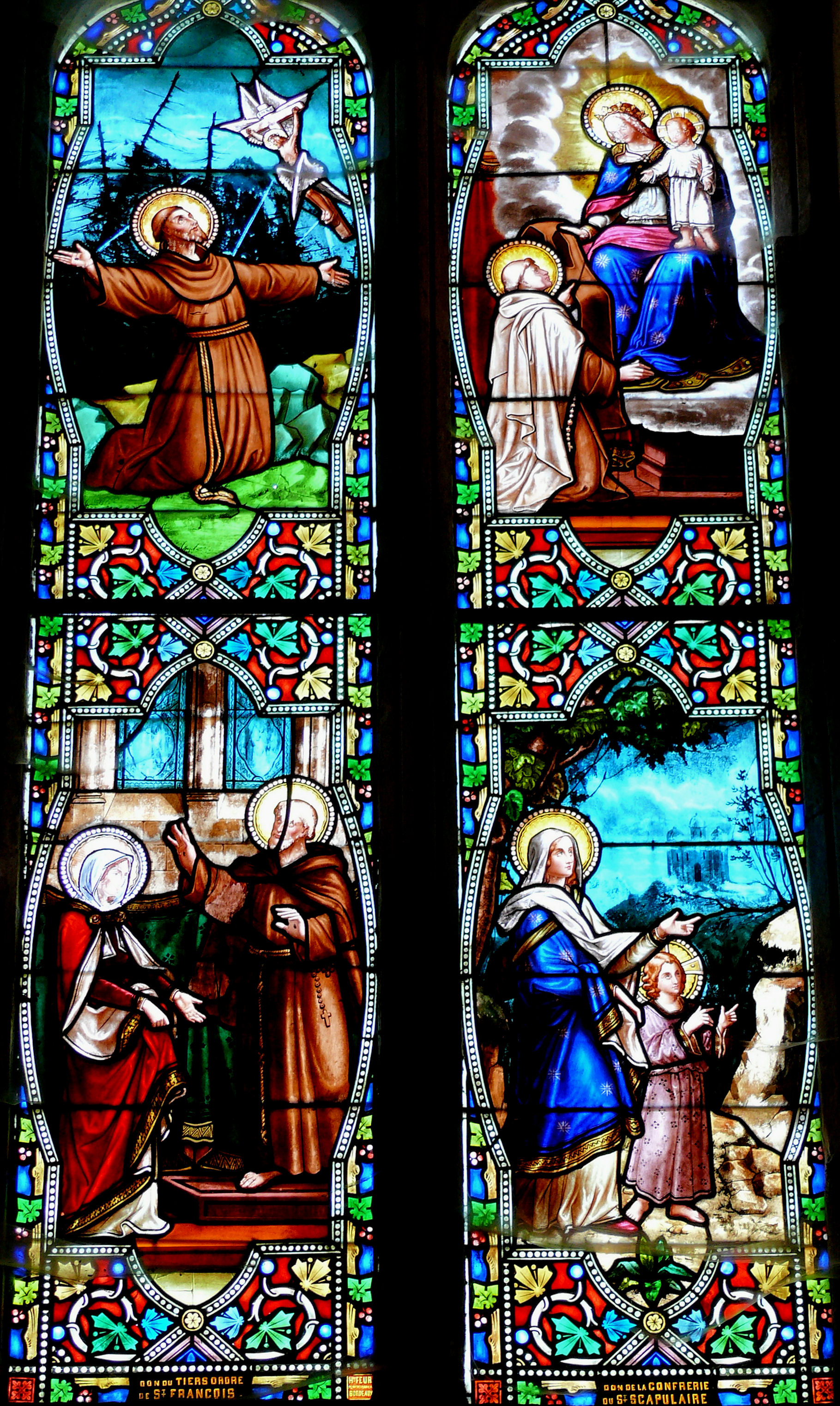
Histoire de saint François